# Tony Clark (cầu thủ bóng đá)
Anthony John Clark (sinh ngày 7 tháng 4 năm 1977) ở Lambeth, Anh, là một cầu thủ bóng đá người Anh đã giải nghệ thi đấu ở vị trí tiền đạo cho Wycombe Wanderers ở Football League.